# Beatrica Meranijska
Beatrica Meranijska (Beatrix von Andechs-Meranien) (1210. – 9. veljače 1271.) bila je srednjovjekovna gospa, njemačka grofica, kći Otona I. Meranijskog i Beatrice II. Burgundske te sestra Agneze i Adelajde Burgundske.
Njezin je suprug bio Herman II. od Weimar-Orlamündea. Ovo su njihova djeca:
- Herman Stariji od Weimar-Orlamündea
- Herman III. od Weimar-Orlamündea[2]
- Albert III. od Weimar-Orlamündea
- Oton III. od Weimar-Orlamündea[3]
- Sofija od Weimar-Orlamündea
- Oton Mlađi od Weimar-Orlamündea